# جليزا 758 B
GJ 758 b هو كوكب خارج المجموعة الشمسية مؤكد في كوكبة القيثارة على بعد يقدر بنحو 50 سنة ضوئية. أكتشف الكوكب حول النجم غليس 758 عام 2009 بالتصوير المباشر في مرصد سوبارو.

مدار GJ 758 b قابل للمقارنة مع مدار كوكب نبتون، وفي وقت الاكتشاف قدرت درجة حرارته بنحو 600 كلفن مما يجعلة أبرد كوكب خارج المجموعة الشمسية مرافق لنجم مثل الشمس يتم اكتشافة بالتصوير المباشر . واقترح أيضا وجود مرافق ثاني كتلتة ومدارة مماثلة لكوكب أورانوس لكن اتضح أنة كان نجم في الخلفية لا علاقة لة بالنظام.